# Делаваль, Пьер-Луи
Пьер-Луи Делаваль (фр. Pierre-Louis Delaval или De Laval, 27 апреля 1790, Париж, Франция — 25 ноября 1881, Париж, Франция) — французский художник, наиболее известный своей картиной «Кан Гао, китаец из Кайенны».

## Биография
Учился у Анн-Луи Жироде-Триозона и Мари-Анн-Жюли Форестье. Оба они в свою очередь были учениками Жака-Луи Давида, под его влиянием работали в стиле ампир, но в их творчестве проявлялись и признаки романтизма.
Дебютировал Пьер-Луи Делаваль в 1810 году двумя историческими картинами, которые позволили ему оказаться включённым в небольшое число художников, освобождённых от призыва на военную службу по личному указу Наполеона Бонапарта. В начале своего творчества художник подражал в своих работах Жироде-Триозону, но затем показал себя как яркий колорист, хотя и не обладающий большим талантом и оригинальностью.
По мнению современников, лучше всего удавались художнику исторические и религиозные сюжеты. В настоящее время считается, что наиболее ценную часть наследия Пьер-Луи Делаваля составляют портреты.
Художник получил медаль II степени на Парижском салоне в 1817 году.

## Известные работы
- Минерва, покровительствующая искусствам, 1819, Версаль, Большой Трианон;
- Психея, покинутая Амуром, 1821, Музей Гренобля;
- Дева Мария, 1827, Ванн;
- Кан Гао, китаец из Кайенны, 1821, Версаль
- Святой Людовик, несущий орифламму во время крестового похода, 1841, Версаль;
- Христос и грешница, 1824, парижская церковь Сен-Лё-Сен-Жиль;
- Богоматерь с младенцем Иисусом, парижская церковь Saint-Philippe-du-Roule.

И др.

## Галерея

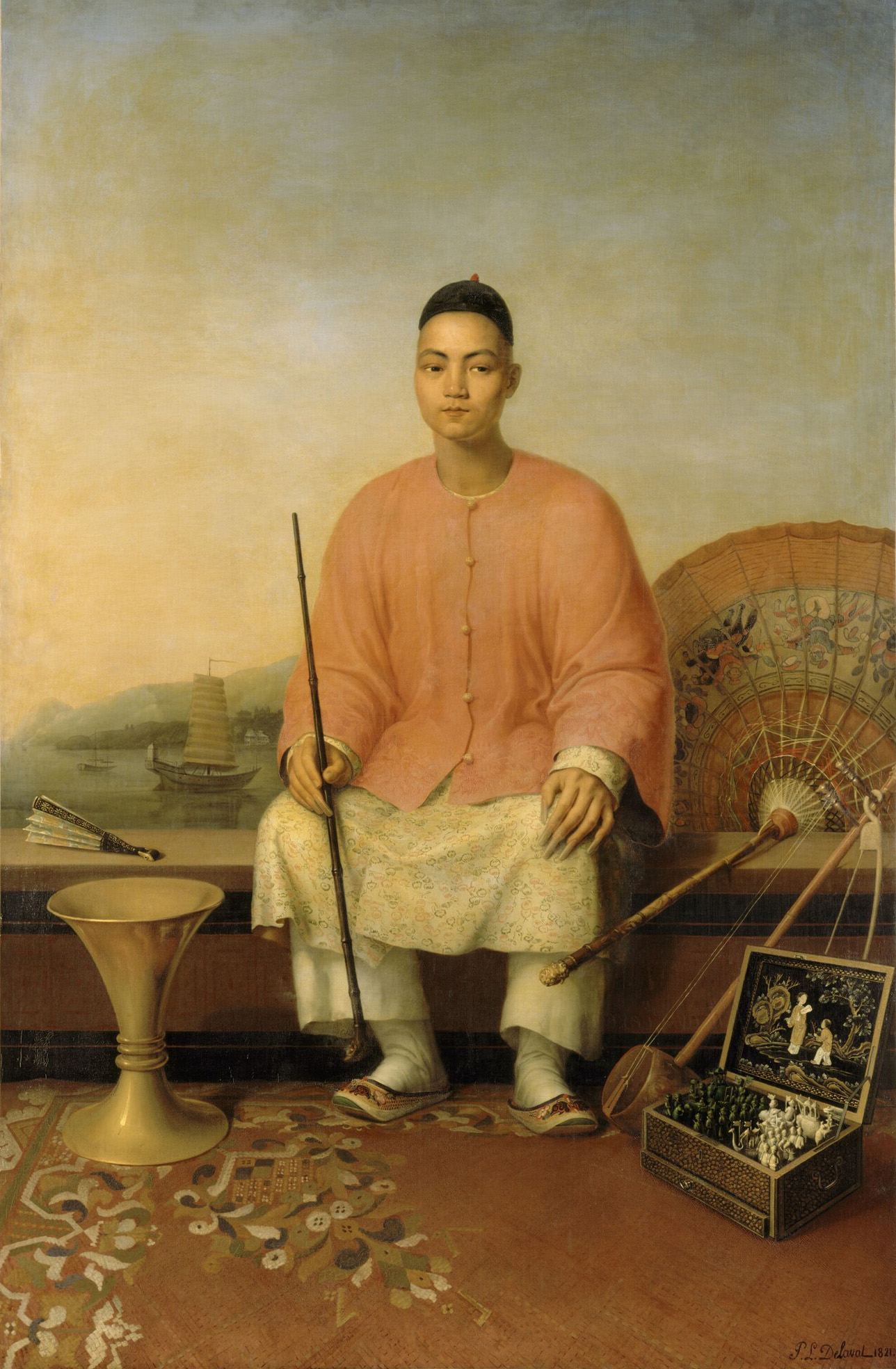
Кан Гао, китаец из Кайенны, 1821
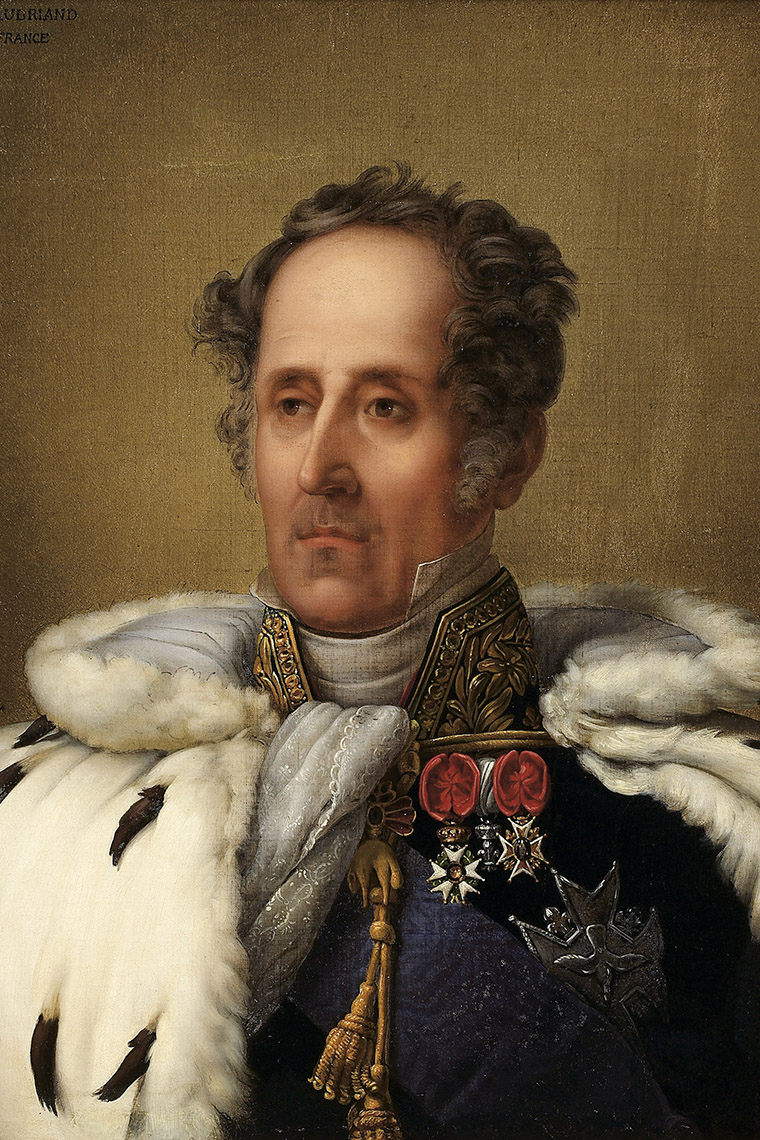
Франсуа Рене де Шатобриан, 1828
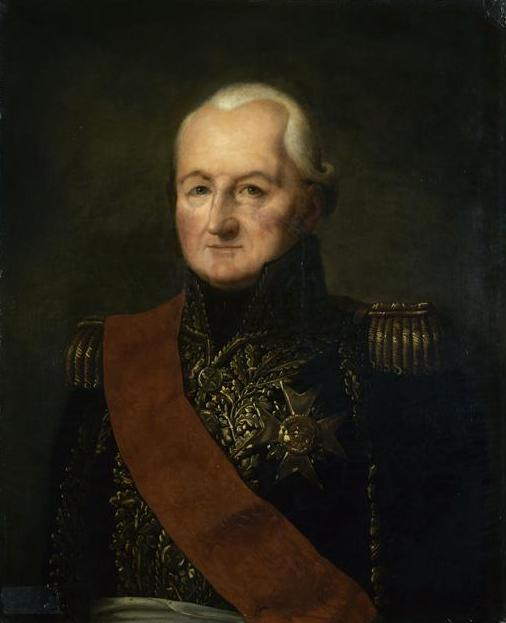
Маршал Франции Шарль де Виомениль
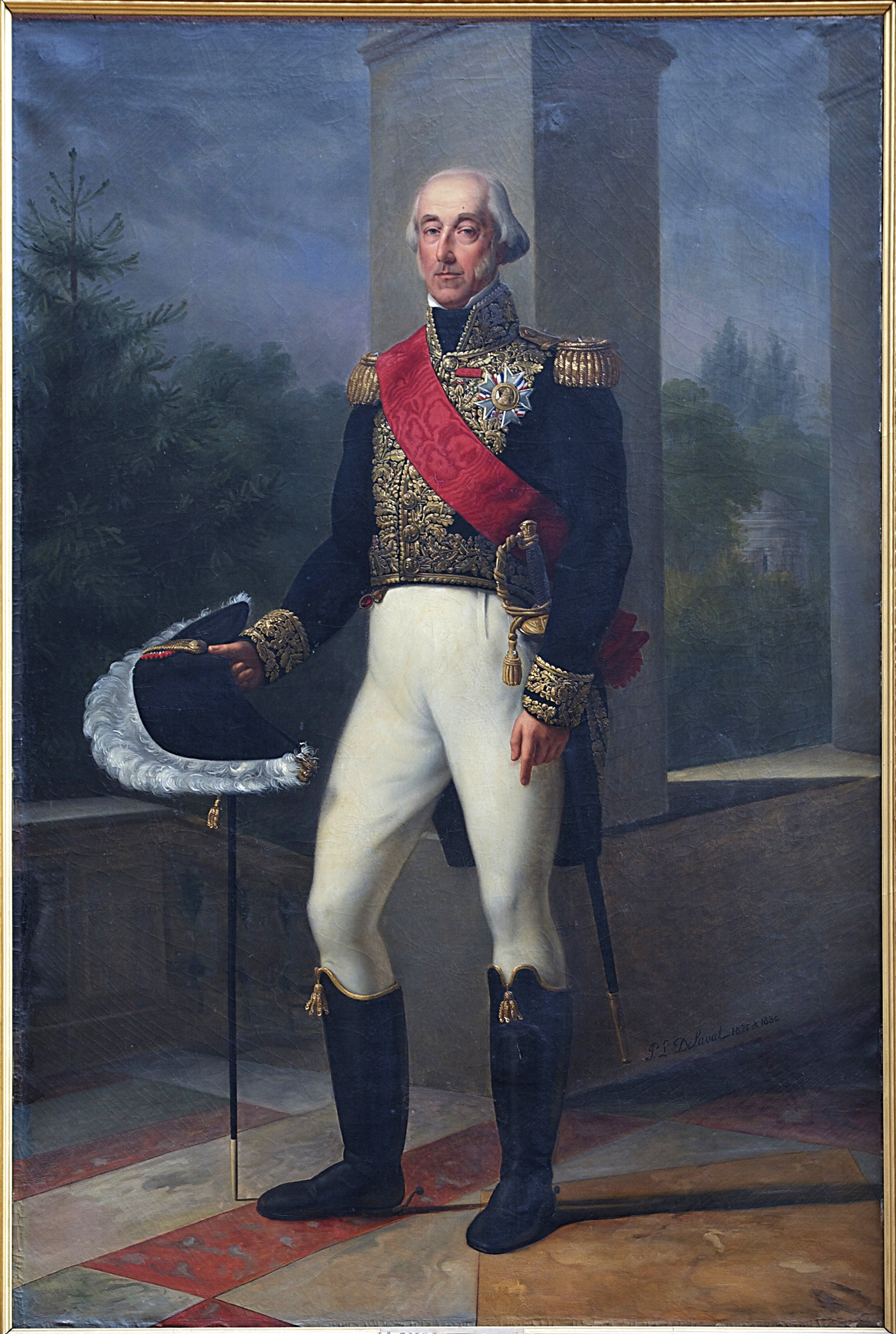
Принц Людовик VI де Бурбон-Конде, между 1826 и 1828
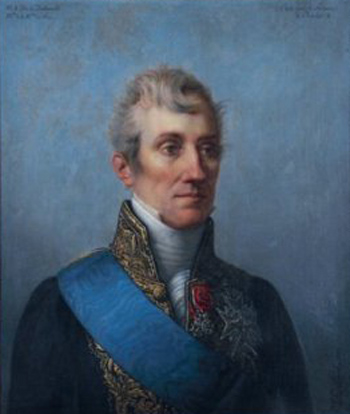
Ультраконсервативный политик Амбруаз-Поликарп де Ларошфуко, герцог де Дудовиль
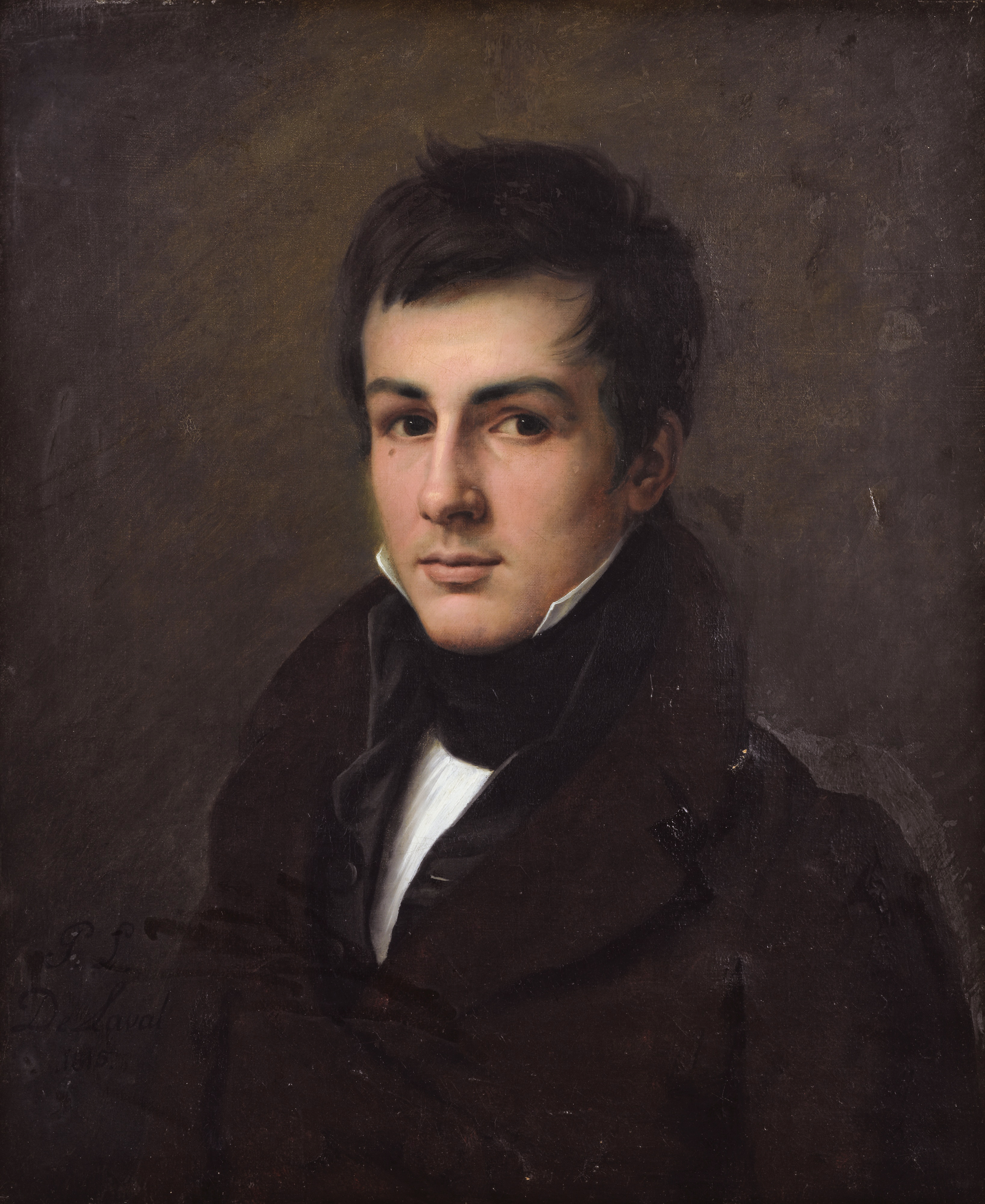
Портрет художника Эдуара Бертена
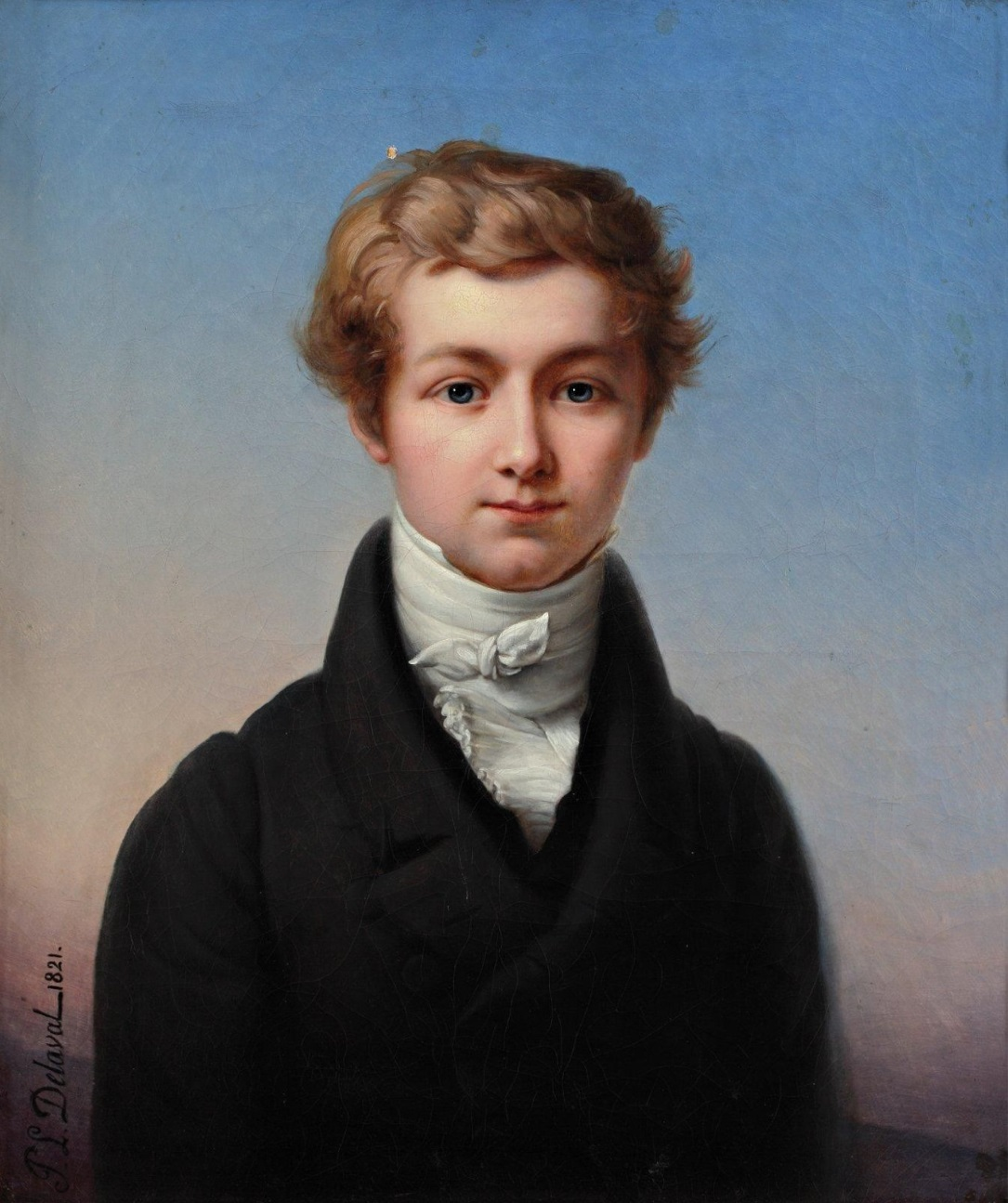
Портрет неизвестного молодого человека
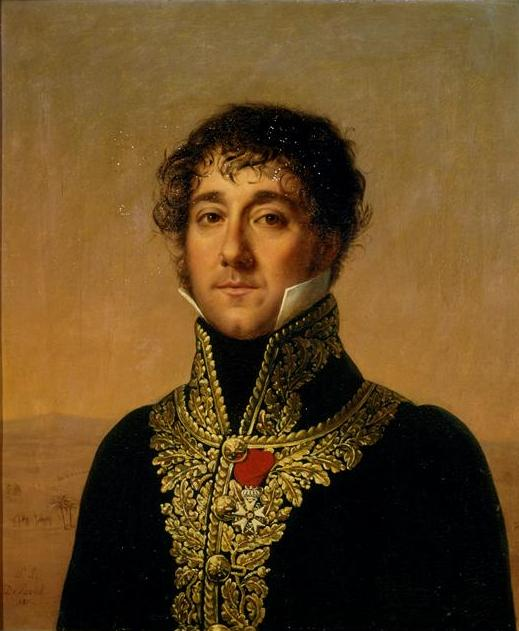
Французский консул в Марокко Мишель-Анж Д’Орнано